# 白暮弄蝶
白傘弄蝶（學名：Burara gomata）是屬於弄蝶科的一種蝴蝶，是暮弄蝶屬的一種。分佈於東洋界之印度及華南至中南半島及印尼一帶。模式產地為印度大吉嶺。成蟲身體橙黃色，翅膀腹面有黑白相間的放射線紋。喜歡在清晨和黃昏活動，停棲時愛停在葉底。

## 分佈
中國（陝西、浙江、湖北、福建、海南、四川、雲南、香港）、印度、孟加拉、越南、菲律賓、馬來西亞、印度尼西亞

## 形態
雄蝶前翅長23-28毫米，前翅正面灰白色，外緣深褐色，翅脈深褐色；腹面淡綠色，翅脈及脈間條紋暗褐色。除後翅腹面前緣基部有1個小黑斑外，前後翅正腹面均無斑點。雌蝶個體較雄性稍大。前後翅正面深褐色，前翅有模糊的中域斑帶，後翅前緣基部灰白色。前翅腹面翅脈兩側條紋暗褐色，脈間有白色粗條紋，近頂角有2個小白點，Cu1及Cu2脈間基部有長形白斑﹐邊緣界限模糊，2脈兩邊有白色粗條紋。後翅基部有黑色小白點﹐翅脈與脈間紋深褐色，具有很多白色粗縱紋。
雄外生殖器背兜發達，稍向前伸，背面觀中部稍為縊縮。基腹弧的中下部有1個向前伸的突起。鉤形突的背面觀於中部略狹，向端部微變寬，項端有「V」形凹入。顎形突發達，粗壯，向下前方彎曲，頂截。囊形突上翹而發達，端部稍為膨大。抱器瓣狹長，抱器端為單瓣型，端部無鋸齒，由抱器瓣基部向後伸出1個很長的刺突，為後刺突型，約與抱器瓣等長。陽莖彎曲細長，約與抱器瓣下緣等長。基軛片側臂細，端稍尖。雌性肛乳突呈長瓣形，頂部收縮變狹。後陰片中間縱向分裂到中部。前庭約與囊導管等長，囊導管膜質，與前庭連接處扭曲。交配囊狹長而呈帶狀，內有1片幾乎縱貫交配囊全長的囊形突。

## 習性
卵聚產於寄主葉下面。卵孵化後的幼蟲先吃掉部份卵殼。初齡幼蟲會保持群集，直至二齡或三齡才續漸分散去建造各自的葉包。同一葉片上極少會同時出現多於一條幼蟲，除非幼蟲數量太多。幼蟲會從葉邊緣向中脈方向切開一小部份，並將切開部份向内摺，形成幼蟲居住的葉包。蛹化過程亦在葉包内發生。幼蟲的寄主植物包括：
| 五加科 Araliaceae      | - 鵝掌柴屬 Schefflera：鵝掌藤 S. arboricola、露鵝掌柴 S. lurida、鵝掌柴 S. octophylla - 刺通草屬 Trevesia：蘇刺通草 T. sundaica、刺通草 T. palmata |
| 報春花科 Primulaceae   | - 酸藤子屬 Embelia：酸藤子 E. garciniaefolia |
| 肉豆蔻科 Myristicaceae | - 風吹楠屬 Horsfieldia：風吹楠 H. aculeate |

| - 終齡幼蟲 - 幼生期畫像 |

## 亞種
- B. g. gomata - 指名亞種
- B. g. lara (Leech, 1894)

- 中國亞種，分佈於中國湖北、四川、雲南
- B. g. radiosa (Plötz, 1885)

- 分佈於印尼蘇拉威西島
- B. g. lalita (Fruhstorfer, 1911)

- 印尼亞種，分佈於中國陝西、海南、香港、中南半島之緬甸至婆羅洲、蘇門答臘、爪哇島和峇里島
- B. g. lorquini (Mabille, 1876)[10]

## 文獻
- de Nicéville, [1884], On new and little known Rhopalocera from the Indian Region J. Asiat. Soc. Bengal 52 Pt.II (2/4): 83, pl. 10, f. 7 ♀
- Piepers & Snellen, 1910, The Rhopalocera of Java. Hesperidae Rhop. Java [2]: 20, pl. 7, f. 26a-d
- Wynter-Blyth, 1957. Butterflies of the Indian Region (1982 Reprint), 469
- Lewis, 1974. Butterflies of the World: pl. 185, f. 15.
- Walthew, 1997, The Status and Flight Periods of Hong Kong Butterflies, Porcupine! 16: 34-37
- Bascombe, Johnston & Bascombe, 1999, The Butterflies of Hong Kong.
- Young & Yiu, 2002, Butterfly Watching in Hong Kong.
- Vane-Wright & de Jong, 2003, The butterflies of Sulawesi: annotated checklist for a critical island faunda Zool. Verh. Leiden 343 （页面存档备份，存于）: 55

## 外部連結
- 维基共享资源上的相關多媒體資源：白暮弄蝶
- 維基物種上的相關：白暮弄蝶
- 白傘弄蝶 - 香港生物多樣性數據庫 - 漁農自然護理署
- Burara gomata gomata （页面存档备份，存于） - Butterflies in Indo-China （英文）
- Bibasis gomata - Catalogue of Life （英文）
- Bibasis gomata （页面存档备份，存于） - funet.fi （英文）